# هرمان لنتس

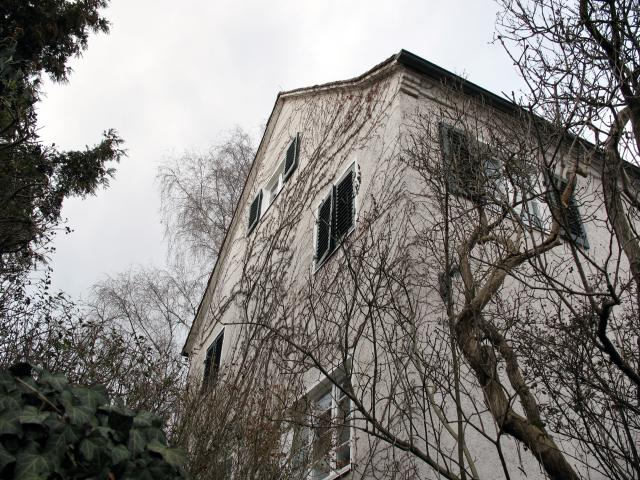
خانه هرمان لنتس در اشتوتگارت

هرمان کارل لنتس (به آلمانی: Hermann Karl Lenz) (زاده ۲۶ فوریه ۱۹۱۳ - درگذشته ۱۲ می ۱۹۹۸) یک نویسنده، شاعر و داستان نویس آلمانی است.
در جنگ جهانی دوم هرمان کارل اسیر جنگی امریکایی‌ها بوده‌است. وی در زمان زندگی خود ۱۵ جایزه ادبیات دریافت کرده‌است.
لنتس، فرزند هرمان فردریش لنتس و الیزه بود. پدر وی آموزگار بود و هرمان در اشتوتگارت زاده شد.